# Парламентські вибори в Ісландії 2003
Парламентські вибори в Ісландії відбулись 10 травня 2003 року. За результатами тих виборів перемогу здобула Партія незалежності, виборовши 22 місця в альтингу з 63 можливих. Лідер партії Давид Оддссон був переобраний на пост голови уряду країни.

## Результати
Результати парламентських виборів в Ісландії 2003 року
| Партії                        | Голоси  | %     | +/-   | Місця | +/- |
| ----------------------------- | ------- | ----- | ----- | ----- | --- |
| Партія незалежності           | 61 701  | 33.68 | ▼ 7.0 | 22    | ▼ 4 |
| Соціал-демократичний альянс   | 56 700  | 30.95 | ▲ 4.2 | 20    | ▲ 3 |
| Прогресивна партія            | 32 484  | 17.73 | ▼ 0.7 | 12    | ▬   |
| Ліво-зелений рух              | 16 129  | 8.81  | ▼ 0.3 | 5     | ▼ 1 |
| Ліберальна партія             | 13 523  | 7.38  | ▲ 3.2 | 4     | ▲ 2 |
| Нова сила                     | 1 791   | 0.98  |       | 0     |     |
| Незалежні з Південного округу | 844     | 0.46  |       | 0     |     |
| Разом                         | 185 392 | 100 % | 100 % | 63    | 63  |